# Diomus arizonicus
Diomus arizonicus är en skalbaggsart som beskrevs av Gordon 1976. Diomus arizonicus ingår i släktet Diomus och familjen nyckelpigor. Inga underarter finns listade i Catalogue of Life.